# Kanton Francisco de Orellana
Der Kanton Francisco de Orellana befindet sich in der Provinz Orellana im Nordosten von Ecuador. Er besitzt eine Fläche von 7079 km². Im Jahr 2022 lag die Einwohnerzahl bei rund 95.100. Verwaltungssitz des Kantons ist die Provinzhauptstadt Puerto Francisco de Orellana (als Coca bekannt) mit 40.730 Einwohnern (Stand 2010). Der Kanton Francisco de Orellana wurde am 30. April 1969 eingerichtet. Benannt wurde er nach Francisco de Orellana, einem spanischen Konquistador.

## Lage
Der Kanton Francisco de Orellana liegt im Westen der Provinz Orellana. Das Gebiet liegt im Amazonastiefland. Im äußersten Nordwesten reicht der Kanton bis an die Voranden mit Höhen von bis zu 700 m. Der Río Napo durchquert den Kanton in östlicher Richtung. Dessen Nebenflüsse Río Coca und Río Tiputini entwässern den Nordwesten und den Südosten des Kantons. Die Fernstraße E20 führt von Westen kommend nach Puerto Francisco de Orellana. Die E45A bildet deren Fortsetzung nach Norden zu der Stadt Nueva Loja. In der Stadt Puerto Francisco de Orellana befindet sich ein Flughafen.
Der Kanton Francisco de Orellana grenzt im Osten an  den Kanton Aguarico, im Süden an den Kanton Arajuno der Provinz Pastaza, im Südwesten an den Kanton Tena der Provinz Napo, im Westen an den Kanton Loreto, im Nordwesten an die Kantone El Chaco (Provinz Napo), Gonzalo Pizarro und Cascales (beide in der Provinz Sucumbíos) sowie im Norden an den Kanton La Joya de los Sachas sowie an die Kantone Shushufindi und Cuyabeno der Provinz Sucumbíos.

## Verwaltungsgliederung
Der Kanton Francisco de Orellana ist in die Parroquia urbana („städtisches Kirchspiel“)
- Puerto Francisco de Orellana

und in die Parroquias rurales („ländliches Kirchspiel“)
- Alejandro Labaka
- Dayuma
- El Dorado
- El Edén
- García Moreno
- Inés Arango
- La Belleza
- Nuevo Paraíso
- San José de Guayusa
- San Luis de Armenia
- Taracoa

gegliedert.

## Geschichte
Entwicklung der Einwohnerzahl im Kanton Francisco de Orellana bei landesweiten Volkszählungen zum jeweiligen Gebietsstand:
| Jahr                    | Einwohner | +/-     |
| ----------------------- | --------- | ------- |
| 1974                    | 9.988     | –       |
| 1982                    | 29.189    | 192,2 % |
| 1990                    | 19.674    | −32,6 % |
| 2001                    | 42.010    | 113,5 % |
| 2010                    | 72.795    | 73,3 %  |
| 2022                    | 95.130    | 30,7 %  |
| Datenherkunft: Wikidata |           |         |

## Ökologie
Im Osten des Kantons liegt der Nationalpark Yasuní. Der äußerste Nordwesten des Kantons gehört zum Nationalpark Sumaco Napo-Galeras.